# Eleanor Butler Roosevelt
Pour les articles homonymes, voir Butler et Roosevelt.
Eleanor Butler Alexander Roosevelt, née le 26 décembre 1888 et morte le 29 mai 1960, est une philanthrope américaine.

## Biographie
Eleanor Butler Alexander est née le 26 décembre 1888 à New York, fille unique de Henry Addison Alexander, un éminent avocat new-yorkais, et de Grace Green. Elle est une arrière-petite-fille de Theron Rudd Butler, un riche homme d'affaires,. Sa grand-tante est Eleanor Butler Sanders (en), suffragette et socialite américaine.

### Carrière
Tout au long de sa vie, Roosevelt a non seulement soutenu la carrière de son mari, le général Theodore Roosevelt, Jr., mais s'est également avérée une personne hautement organisée et d'une grande conscience sociale. De juillet 1917 à décembre 1918, elle est fortement impliquée dans le travail de la cantine du YMCA en France, à tel point que sa collègue Marian Baldwin la décrit comme « travaillant comme un cheval ». Elle aide à améliorer les conditions des femmes portoricaines pendant que son mari est gouverneur de l'île (1929-1931) ; elle organise le premier comité de femmes américaines pour China Relief (1937) ; et elle dirige l'American Red Cross Club en Angleterre (1942). Roosevelt reçoit des citations et des éloges, entre autres, du gouvernement français, du général John J. Pershing et du département de la guerre américain. Elle écrit également un récit de sa vie dans ses mémoires : Day Before Yesterday.

### Photographie
Dans son temps libre, Eleanor Roosevelt s'adonne à sa passion pour la photographie. En 1986, sa fille Grace Roosevelt McMillan (en) présente 25 albums de sa mère à la Bibliothèque du Congrès ainsi que près de 5 000 photographies, dont des images de présidents et de dignitaires internationaux. Plus tard, mère et fille étudient avec le photographe J. Ghislain Lootens. Elle utilise un Voigtländer Superb de 1935, développant ses propres films et réalisant ses propres tirages. Ses photographies de voyage en Europe, au Mexique et en Asie sont d'une qualité particulièrement élevée.

## Vie privée

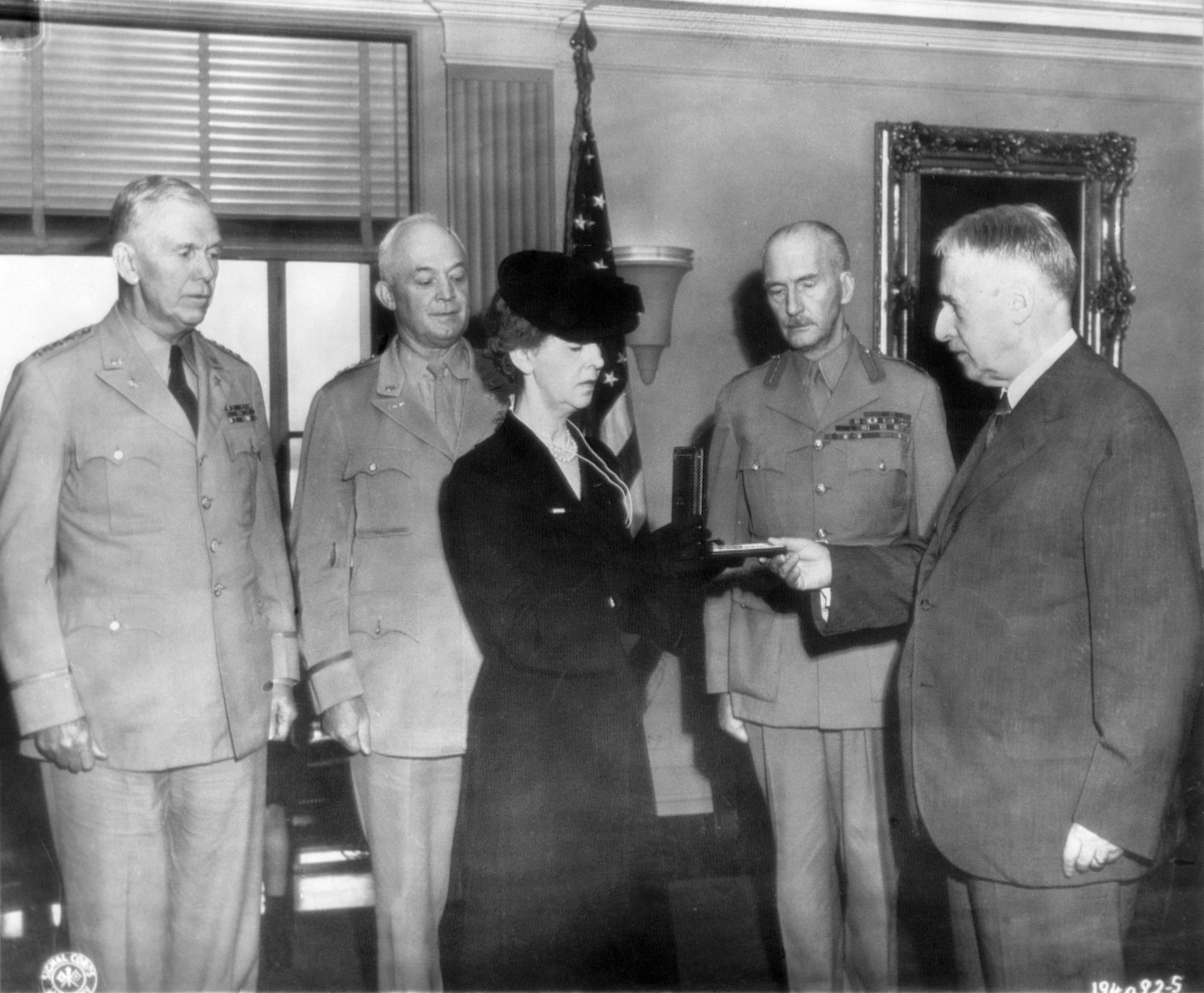
Eleanor Butler Roosevelt reçoit la Medal of Honor décernée à titre posthume à son mari (21 septembre 1944). De gauche à droite : Gén. George Marshall, chef d'état-major de l'armée américaine ; Gén. Henry H. Arnold, commandant de l'US Army Air Forces ; Mme. Roosevelt ; le maréchal britannique Sir John Dill ; et le secrétaire à la guerre Henry L. Stimson.

Le 29 juin 1910, elle épouse Theodore « Ted » Roosevelt III, fils aîné de Theodore "TR" Roosevelt Jr., 26e président des États-Unis, et Edith Kermit Carow, à New York à l'église presbytérienne de la Cinquième Avenue (Manhattan). Ted est le seul officier général à débarquer dans la première vague le jour J et reçoit la Medal of Honor. Le couple a eu quatre enfants :
- Grace Green Roosevelt McMillan (en) (1911–1994), photographe ;
- Theodore Roosevelt IV (en) (1914–2001), banquier et fonctionnaire ;
- Cornelius Van Schaack Roosevelt III (en) (1915–1991), membre de la CIA ;
- Quentin Roosevelt II (en) (1919-1948), militaire.

Elle meurt le 29 mai 1960 à Oyster Bay, dans le Comté de Nassau sur Long Island, seize ans après son mari décédé d'une crise cardiaque peu après l'invasion de la Normandie (1944).

## Publication
- (en) Eleanor Butler Alexander Roosevelt, Day Before Yesterday : The Reminiscences of Mrs. Theodore Roosevelt, Jr, Doubleday, 1957, 478 p.